# Todos sus éxitos (álbum de Xuxa)
Todos sus éxitos es el único álbum de grandes éxitos en español e internacional de la presentadora brasileña Xuxa. Se publicó en el año 1993 en España, en otros países de Sudamérica. Es una recopilación de sus tres álbumes es español: Xuxa, Xuxa 2 y Xuxa 3. Para este álbum utilizó como portada la misma que su álbum brasileño de ese mismo año: Xuxa. Actualmente este álbum se encuentra descatalogado.

## Lista de canciones
| N.º | Título                    | Duración |  |
| 1.  | «El show de Xuxa comenzó» | 4:20     |  |
| 2.  | «Ilarié»                  | 5:25     |  |
| 3.  | «Sensación de vivir»      | 3:53     |  |
| 4.  | «Hoy es día de alegría»   | 4:15     |  |
| 5.  | «Loquita por ti»          | 3:24     |  |
| 6.  | «Chindolelé»              | 4:07     |  |
| 7.  | «Qué cosa buena»          | 4:18     |  |
| 8.  | «Dulce miel»              | 3:25     |  |
| 9.  | «La danza de Xuxa»        | 3:25     |  |
| 10. | «Una equis en tu corazón» | 3:33     |  |
| 11. | «Arco iris»               | 4:33     |  |
| 12. | «Crocki, Crocki»          | 3:24     |  |
| 13. | «América total»           | 5:54     |  |
| 14. | «I Love You Xuxu»         | 4:04     |  |
| 15. | «Nuestro canto de paz»    | 4:09     |  |
| 16. | «Xuxa Park»               | 4:45     |  |

## ChartBillboard
Todos sus éxitos debutó en segunda posición en el Top 10 de Argentina.<ref>

## Créditos del álbum
- Producción: Michael Sullivan, Paulo Massadas, Guto Graça Mello y Max Pierre
- Dirección de voz en español: Graciela Carballo
- Coordinación artística: Max Pierre y Guto Graça Mello
- Técnico de grabación y mezcla: Jorge "Gordo" Guimarães